# Vídnoie (Moscou)
|  | Per a altres significats, vegeu «Vídnoie». |

Vídnoie (en rus, Видное) és una ciutat a l'óblast de Moscou, a Rússia, situada 3 km al sud del terme municipal de Moscou. És el centre administratiu del districte de Lèninski. Segons el cens del 2002, la població era de 52.198 habitants, i de 54.615 el 2009. És la ciutat natal del porter internacional rus Ígor Akinféiev.
Va néixer el 1902 com una agrupació de torres d'estiueig coneguda amb el nom de Rastórguïevo. A prop hi ha Gorki Lèninskie, la residència de Lenin durant els seus últims anys. Als terrenys de l'antic monestir de Iekateríninskaia, el 1938, l'NKVD hi va establir la presó de Sukhànovka. El 1949 s'hi va construir la localitat de Vídnoie per allotjar els treballadors de la nova fàbrica de gas i coc de Moscou, ja que, tot i que aquesta indústria datava del 1937, la seva activitat va quedar interrompuda per la Segona Guerra Mundial. Vídnoie va rebre el títol de ciutat el 1965.